# Villeneuve, Ain

Villeneuve este o comună în departamentul Ain din estul Franței.